# 房地合一實價課稅
房地合一實價課稅是中華民國財稅用語，係指房屋及土地以合併後的實價總額，扣除實際取得成本後，按實際獲利課徵交易所得稅。「房地合一」用意在使房產買賣能夠劃一屬於增值利益部分的課稅方式，修正了原本不動產交易時，土地交易利得按公告現值課徵土地增值稅；房屋的交易利得按實價課徵所得稅的雙軌制，達到不動產交易利得實價課徵的目的。
房地合一稅取代現行土地與房屋稅分離課徵的雙軌制，且擬定自用住宅與長期持有者有減徵優惠。房地合一稅已於2015年6月5日經立法院三讀通過，訂於2016年1月1日實施。

新制上路後，在應納稅額之計算方面，交易所得稅＝獲利金額（稅基）×稅率

獲利金額（稅基）＝賣價-成本（買價）-相關費用-土增稅漲價數額

## 背景

### 法律規定
中華民國憲法第143條第3項指出：「土地價值非因施以勞力資本而增加者，應由國家徵收土地增值稅，歸人民共享之。」這是「土地漲價歸公」基本國策的依據。它的時代背景源於中華民國國父孫中山考慮當時的社會狀況，為避免富有階級因炒地皮，可不經由自己的努力成為既得利益者，因此提出「土地漲價歸公」的政策，針對土地的增值單獨課稅，所以中華民國房地交易自有課稅以來，都是土地與房屋分離課稅。
在房地分開課稅的背景下，土地是按｢公告現值｣計徵土地增值稅，不再課徵所得稅，而房屋絶大多數按「房屋評定現值」計徵所得稅。有觀點認為，這樣課稅的結果可能會產生一些問題，像是依公告土地現值及房屋評定現值，來計算土地漲價總數額和房屋交易所得額，與實際房地交易所得差距甚大，造成過多資源投入不動產市場。

簡言之，在房地分離課稅的背景下，造成了以下四點問題
- 不肖廠商容易操縱房地價格比例：

移轉土地所有權，其所課徵的土地增值稅（依照公告現值課稅），不列入所得課徵，但房屋出售所得，卻會被併入綜所稅課徵。因此在實務上，常常為了規避所得稅的累進稅率，刻意「壓低房屋售價，抬高土地售價」、或是「提高房屋建造成本以減少交易利得」，以減少稅金金額。
- 課稅基礎與市價脫節：

透過實價登錄的資料比對，課徵土地增值稅所依據的土地公告現值平均不到市價的五成，也就是說超過公告的部分，所得是不需要繳稅的。
- 土地漲價不用繳稅：

因公告現值一年調整一次，所以在一年內多次移轉，根本課不到土地增值稅，土地因公共建設所漲的價值，全都歸為個人所有。
- 賠錢賣卻要繳土地增值稅：

因為土地增值稅是以土地公告現值計算，而土地公告現值又與市價嚴重脫節，所以每年政府仍會予以調高，導致不論實際上是否有賠錢（售出的價格低於買入的價格），都必須繳交土地增值稅的詭異現象。

### 不動產稅負減免
- 土增稅

2003年SARS疫情（嚴重急性呼吸道症候群）波及台灣，陳水扁政府以房市低迷為由，遂於2002年至2004年之間推動土地增值稅減半，2005年更立法通過土增稅永久調降至20%、30%、40%（原本為40%、50%、60%）。當時扁政府表示減稅所增加的交易，會讓稅收「不減反增」。但這個政策同時也代表著土增稅的減免，將提高更多的資金挹入房地產市場的動機。
- 遺贈稅

而受到2007年美國次級房貸事件影響以及後來2008年雷曼兄弟公司破產的衝擊，2008年馬英九政府以挽救房市為由推動減稅，立法院於2009年通過《遺產及贈與稅法》部分條文，將遺贈稅從最高的50%調降為10%，改採單一稅率，遺產稅免稅額從700萬，提高到1,200萬元，贈與稅免稅額調高至220萬元。
對此中央研究院院士朱敬一曾撰文批評，能夠從遺產稅率大降而獲利的，只有那些有十幾億財產以上的大富豪，在遺產稅修改過後，台灣的熱錢逐漸增加，房價跟著大漲、貧富差距明顯逐年拉大。

### 實質稅率低，不動產稅負爭議
提及所有的稅，其公式都是「稅基×稅率」，而財政學當中則另有「名目稅率」（法定稅率，稅法當中所規定的稅率）以及「實質稅率」（有效稅率，應納所得佔實質所得之比率）的討論，稅基的選擇則會導致兩者數值的不同。
就以台灣來說，台灣房地產的稅基被嚴重低估，脫離實價（市價），導致無論是持有稅或是交易所得稅都相當的低廉。舉例而言，台灣的地價稅以「公告地價」為稅基、土增稅以「土地公告現值」為稅基、房屋稅以「房屋評定現值」作為稅基，這些稅基分別為地價評議委員會、不動產評價委員會定期進行估價，然這些評估出的價值多偏離市價，甚至只有七成左右。
不動產未以實價（市價）課稅，稅基被低估的結果，導致儘管稅法上的「法定稅率」看似正常，但實際上能課到的稅卻相當有限。
- 以持有稅而言

台灣的實質稅率約略只有美國的1/10，根據台北市財政局的研究，台北市精華區一間市價三千萬的住宅繳的持有稅比一台百萬不到國產車繳的稅還少，豪宅持有稅也比管理費便宜。
另外根據台北市稅捐處的資料，信義區的豪宅，市價約2.5億元，只繳了房屋稅和地價稅10萬元，不動產的持有稅負有效稅率（實質稅率）在萬分之4以下；相對於日本案例的有效稅率尚有0.85%，歐美國家的不動產有效稅率大多在1%左右，可見得臺灣的不動產稅負明顯偏低。
- 以不動產交易所得稅而言

依據監察院的調查報告，2010年台北市仁愛路某豪宅拍賣2.82億元，獲利1.73億元，稅前報酬率159%，但只繳納了54萬元的土地增值稅，和房屋交易的所得稅104萬元，有效稅率0.9%。另一件中正區豪宅在年中以不到1億元購入，年底2.5億元賣出，獲利1.54億元，稅前報酬率160%，卻僅繳所得稅92萬元，土地增值稅為0，有效稅率僅0.6%。換言之，不動產交易的稅前報酬率和稅後報酬率幾乎沒有差別。如以市價來計算，目前的不動產交易稅至少讓獲取暴利者節省了數千萬元的稅負。

### 民眾反應
- 根據2009年蘋果日報十大民怨票選統計，都會地區房價過高為十大民怨之首[11]。
- 根據2012年未來事件交易所網路交易平台「交易結果」，房價過高以抱怨度89.7名列十大民怨之首[12]。
- 依據2014年DailyView網路溫度計公司「十大鄉民怨」網路聲量統計排名，「房價高、買不起房子」項目排名第三[13]。
- 根據2014年，美國顧問業者Demographia的全球房價所得比（購屋痛苦指數，房價所得比＝房價/家庭年所得）排名，台北市以房價所得比15.01，名列世界之冠，亦即在台北市的一般市民必須不停工作不吃不喝15年才有可能買得起一棟房子[14]，（依Demographia標準，房價所得比三倍以下為合理，超過五倍是極度負擔不起）（2010年台北市房價所得比為9.06）。

### 地產文化霸權與有土斯有財之價值觀
有觀點認為，在台灣長年以經濟掛帥的發展主義意識形態下，建構出了一套地產文化霸權，它除了正當化政商共構的地產權力集團（Power Bloc）的地產利益掠奪外，更滲透進了大眾的意識之中，認為高房價的現象此乃正常與合理。一般常見的，從經濟面強調「不動產是火車頭產業」、「房價漲代表經濟好」；政治面標榜「開發就是進步」、「房價高代表有政績」；直到內化為「買房是人生奮鬥目標」、「房市為理財投資首選」這類個人價值皆是。於此之下，台灣民眾的心中產生了一個相當強烈的「矛盾」，意即高房價縱使是「民怨之首」，但房價跌卻更是「恐懼的總和」，此為台灣高房價困局之深層困境。

## 沿革

### 歷年新聞
| 政府 | 民間 |
| --- | --- |
| 房貸利率高 蝸牛多忍耐。央行：解決通膨 無暇他顧 - 1989-08-28/聯合晚報/03版/話題新聞 中央銀行決策官員今日再度重申遏止通貨膨脹是央行近期內最重要的政策目標。他指出，為迅速謀求整體經濟商品價格趨於穩當，央行必須對於全面緊縮維持高度警覺，至於「中收入戶」抱怨現行銀行貸款利率負荷過高以致買不起房子，央行因著眼於打擊通膨為首要，目前無法針對此「特殊對象」予以多作考慮。 | 制訂房租管制辦法 課徵空地稅 協助興建員工住宅 無殼蝸牛昨提出三項訴求！ -1989-08-27/聯合報/03版/蝸牛專頁 1989年8月26日，「無住屋者團結組織」號召上萬人夜宿忠孝東路…提出的三項訴求依次為：(一)制訂房租管制辦法，控制房租，保障房客；(二)課徵空地稅、空屋稅、超額不動產累進稅；(三)提供土地、技術、融資來協助公司、行號、工廠……等興建員工住宅。 |
| 十年房市回頭望 樓起樓塌夢一場 - 1999-08-29/經濟日報/11版/房市廣場 …在營建業一片叫苦聲中，行政院遂於今年初祭出1,500億元優惠房貸專案，以刺激房市。 雖然此舉確實幫助不少新成屋銷售回收獲利，不過房市回春現象依然有限，倒是營建業財務危機風波稍稍平息，預售市場從今年第二季開始，也開始漸有表現… | 《社論》振興房地產市場不能飲鴆止渴 - 2000-08-07/經濟日報/2版/經濟要聞 …去年蕭前內閣推出的1,500億元優惠房貸專案，其執行的結果，有一部分資金流向人頭戶貸款，成為建商和金融機構的解套資金。另外一部分資金，則的確激發了市場的買氣，為當時的房地產市場帶來滋潤效果。但是，這些增加的買氣，既然是為了搶占優惠低利房貸而產生，則無異是刺激未來房屋市場需求，令其提前實現而已。因此，蕭前內閣去年實施的刺激房地產需求方案，只是一劑強心針。不幸的是，這劑強心針的藥效今年已經結束，如今市場需求更為衰退。就此而言，唐飛內閣所欲採行者，如果只是將這劑強心針的劑量加重，繼續施打下去，這種飲鴆止渴的作法，怎不令人為國內房地產市場的長期前景感到憂心…                                                                   |
| 出席公平法與產業發展研討會 主動談及土增稅敏感問題 王建煊：人生所追求的 不外公平兩字 -1992-09-08/聯合報/11版/經濟證券 …王建說，按土地實際售價課稅，本是合理做法，那個國家不是按實際交易價格來課稅，目前政府課稅是依公告現值計算，而目前公告現值平均只有實際交易價格的三分之一，顯示我們的漲價未歸公、地利未共享。 他強調，人生所追求的不外乎公平二字，政府施政應從大地方著手，不要老被一些雞毛蒜皮的事干擾、阻擾了大方向的改革… （編按：1992年5月，當時財政部長王建被「亞洲金融貨幣」（Asian Finance and Money）月刊選為亞洲年度風雲財政部長，但於同年10月19日，因土增稅實價課稅爭議，自己選擇了辭職。） | 土增稅按實課徵 贊成╱反對 -1992-09-08/聯合報/11版/經濟證券 中華經濟研究院院長于宗先昨天表示，國內地價太高是投資意願低落主要原因之一，按實際交易課稅可以抑制地價，對提振投資意願有正面意義；台灣經濟研究院院長劉泰英則認為，按實際交易價格課增值稅會影響企業投資意願。 |
| 土所稅方案出爐 擬自明年起課徵 -1994-07-05/聯合報/01版/ 財政部昨天宣布，財政部擬自明年元月一日起，對同一年度內移轉土地，其公告現值超過一千萬元以上者，按實際交易價格課徵土地交易所得稅，採分離課稅，營利事業稅率百分之二十五，個人百分之三十，自用住宅、繼承祖產均列入免稅範圍。財政部表示，土地增值稅維持現制，只有符合土所稅課徵條件者增課土所稅，但已繳納之土增稅可以扣抵土所稅應納稅額… （編按：目前我國無土所稅） | |
| 張金鶚：北市房價 二年降三成 雙張會五共識 確立豪宅優先實施房地合一實價課稅等 張盛和強調房市應該軟著陸 -2014-04-23/經濟日報/A1版/要聞 財政部、台北市聯手整頓房市，確立五大共識。中央、地方將棒子與胡蘿蔔齊下，將合作拉升囤房者的房屋稅、台北市3,600戶豪宅優先採房地合一實價課稅、出租餘屋供弱勢居住者提供減稅獎勵；且將透過加速國有土地活化、老舊房屋都更，增加供給以平抑房價。 | 問題無解 學者批老梗 -2014-04-23/經濟日報/A2版/話題 針對昨天「雙張」五點共識，學者認為短期也許有效果，但長期問題仍未解決。淡江大學產業經濟系副教授莊孟翰說，「雙張」談的是短期，沒辦法解決根本問題，五共識只提及持有稅，但對打房來說很重要的交易稅及資本利得稅等面向都沒觸及，特別是資本利得稅最為關鍵。 莊孟翰認為，此次共識仍是「老生常談」，在稅制改革方面，須儘快朝資本利得稅及房地合一去推動，但談房地合一就會涉及土增稅的修憲問題，這點未解決，房市的問題仍然難解。 |
| 中研院出招救高房價〝房地合一課稅〞 -2014-06-06/聯合晚報/A1版/要聞 台灣土地房產稅制不正義，中研院賦稅改革報告解決高房價問題建議，房地產持有及交易之資本利得，應以實價課稅，若能將房屋與土地合一當作稅基，不但稅基擴大，也更符合公平；報告並建議縮短房屋評定現值調整期限，比照公告現值，由3年改為1年一次... | |
| 財長：新制將採小規模原則 房地合一課稅 漸進推動 財政部長張盛和已做好明（2015）年提出房產稅制改革方案的準備，在昨（12）日首度會見房市改革行動聯盟時指出，將只針對資本利得採行房地合一課稅制，且會以「小規模、漸進式」原則樹立新制，避免對市場形成過大衝擊。 | |
| 房地合一課稅、長期持有優惠稅率…不動產稅改 財部座談5共識 -2014-07-25/聯合報/A6版/政治 財政部昨天舉辦不動產稅制改革座談會，財政部長張盛和表示，與會學者有五項共識，包括房地合一課稅，房地合一後，土增稅採稅額扣抵，不設日出條款；長期持有、自用住宅及農地交易應有優惠，民眾若無法出具成本證明者，財政部應頒訂標準… | |
| 房地合一 將從輕課稅 兩場座談會達四大共識 稅制雛型初定 實價課稅年底提案、最快明年實施 -2014-08-20/經濟日報/A1版/要聞 財政部長張盛和昨（19）日指出，在7、8月召開兩場「建制不動產交易所得稅制」座談會後，學界與業界已達成四大共識，包括：房地利得應合一課稅、自用住宅給予減免、出售長期持有不動產應提供減徵獎勵，以及土地繳納的土地增值稅需完全消除重複課稅。 | 巢運來了 房地稅 別再閃躲 華昌宜╱台大建築與城鄉所退休教授 - 2014-08-28/聯合報/A18版/民意論壇 …財政部僅談具有公平訴求的小咖奢侈稅及交易利得稅，但對兼具公平和效率意義的巨咖房地稅視而不見。何以致此？可能為：一、當局認為提高房地稅會增加一般人民負擔且降低其資產價值，故而為政治上不可行。二、又認為它將驟降房價而導致金融風暴，使全民受損。三、台灣之決策菁英者多已擁有多屋，不可能真心推行高稅措施。 上述第三點涉及政治含義與大選議題，暫且不談。第一點實為宣導問題，提高房地稅不僅可提升集體居住福利，也促進了地方自治；房價下降後，一戶一屋自住者並不受實質影響，且在以換屋來求改進居住時減少了成本。至於第二點擔心金融風暴者應該明瞭：台灣不斷增長中的房地產泡沫愈早破減愈好，拖延危機最後只會形成更大災難… |
| 不動產所得稅、所得收入分開 財長：房價緩跌 對經濟才正面 -2014-08-30/聯合報/A13版/綜合 財政部長張盛和昨天指出房地合一稅改的兩大方向，未來實價課徵的不動產所得稅將與年度所得分離課稅、稅率分級距；並以稅基相減的方式避免與土增稅重複課稅，且可維持原有自用住宅一生一次從低課稅等的減免優惠。 與年度所得分離課稅，可避免因為出售房產當年所得暴增後，須面臨綜所稅最高累進稅率百分之四十五的課稅。張盛和解釋，不動產交易所得可能是多年累積的所得，跟當年度一般所得的性質不同，因此要採分離課稅。 | 曾巨威：財部降稅改阻力 可理解 學者花敬群：資本利得、所得收入 本應分開 -2014-08-30/聯合報/A13版/綜合 財政部張盛和昨確立房地合一、實價課稅不納入當年度綜合所得稅課稅，德明財經科技大學副教授花敬群表示，房地產的資本利得原本就應與所得收入分開，不該混為一談；不納入綜合所得稅及分級課稅，的確較符合民意。 花敬群也建議政府，應全面檢討奢侈稅退場後短期交易的資本利得課稅制度，讓完整的稅制，幫助健全房市。 |
| 房地合一實價課稅 擬配套讓奢侈稅退場 - 2014-09-12/聯合報/A12版/話題 房地合一稅改方案已大致出爐，預計後年上路，除自住一戶持有五年以上、總價三千萬以下免稅，長期持有減稅優惠、避免與土增稅重複課稅外，財政部表示，房地合一實價課所得稅，將採分離分級、累進課稅，稅率比照綜合所得稅稅率，最高百分之四十五。 財政部官員指出，在考量自住戶的排富門檻時，主要參考的依據是中央銀行今年定訂的「高價住宅認定標準」及韓國不動產所得稅制的自住排富門檻，目前尚未完全定案。 | 要求稅改玩真的 巢運：拔鵝毛 就要讓鵝痛 - 2014-09-12/經濟日報/A4版/焦點 抗議高房價，由多個社運團體組成的「巢運」昨（11）日以「你養肥鵝，我要公平」為訴求，二度前往財政部演出行動劇，要求財政部正在研議的房地合一實價課稅，必須「玩真的」。 巢運主張，易成避稅漏洞預售屋、農地需納入課稅；房地合一課稅也不能有自用住宅3,000萬元以下給予免稅待遇的優惠條款。 |
| 房地合一稅 財長：要開點門 擬祭自住5年條款 -2014-09-15/聯合報/AA2版/產業．策略 房地合一稅擬訂定自住需持有5年以上，才可享出售免稅優惠，自住優惠條件堪稱史上最嚴格。財政部長張盛和說，為了不傷及無辜，「一定要開點門」，但是又不能開太大，以免變成漏洞。 包括地價稅、房屋稅、綜所稅、奢侈稅等各稅法中，都有自住條款，對自住者網開一面，可享有免稅或優惠稅率。相較於各稅大多以持有「一戶」或「一處」來定義自住，規劃中的房地合一稅卻訂出「持有5年以上」的條件，堪稱是史上最嚴格的自住條件。 | 房地合一稅 財長：要開點門 擬祭自住5年條款 -2014-09-15/聯合報/AA2版/產業．策略 住商不動產企研室主任徐佳馨表示，一般民眾大多7至10年才會換屋，財政部訂持有5年的自住門檻，還算是合理條件。一般人頭很難「借」5年，訂5年門檻，比較不會有人頭買賣的問題。 徐佳馨指出，房地合一稅的自住5年條款，比奢侈稅嚴格很多，而且是有賺才有課，不像奢侈稅是無論賺賠皆課，合理性更高，因此應該廢除奢侈稅「不能一隻牛剝兩層皮」。不過徐佳馨認為，房地合一稅的自住排富條款比較「奇怪」，因為全台售價超過3千萬的房子不到5％，此條可說是雙北自住客條款。 |
| 回應巢運 政院今辦座談 - 2014-10-06/聯合報/A9版/綜合 回應巢運夜宿行動，內政部今將召開整體住宅政策專家學者座談會，並對社會住宅計畫滾動式檢討。內政部將研議租賃專法，並於住宅法增訂租金補貼出租人減免所得稅條款，鼓勵「愛心房東」，同時提供出租住宅修繕補助及修繕住宅貸款利息補貼。 | 巢運搭人民地寶 提5大居住改革 -2014-10-05/聯合晚報/A3版/話題 巢運延續1989年無殼蝸牛運動夜宿北市忠孝東路的精神，民眾昨晚在帝寶前就地躺下，讓此波巢運活動聲勢達到高峰；昨天巢運活動有2萬人參加…今天天亮後，巢運在帝寶前搭建「人民地寶」訴求居住五大改革：居住權入憲，終結強迫拆遷；改革房產稅制，杜絕投機炒作；檢討公地法令，停建合宜住宅；廣建社宅達5%，成立住宅法人；擴大租屋市場，制定租賃專法。 |
| | 巢運怒吼：房地稅改打假球 -2015-01-17/聯合報/AA2版/產業 策略對於房地產業者提出9成房貸、1％利率、廢除奢侈稅、興建合宜住宅等「三箭齊發」政策，地政士公會全聯會理事長林旺根批評，短期優惠貸款只是「麻醉劑」，講白了就是要政府提供資源、撐住房價，不但扭曲市場，還讓民眾變屋奴。台灣居住正義協會理事長黃益中痛批高房價未解、居住正義未落實，政府卻只聽建商的聲音。公平稅改聯盟召集人王榮璋表示，民間團體苦無溝通管道，但建商財團卻可輕易走進政院大門，甚至擺明要脅、恐嚇。房改盟發言人、政大地政系教授江穎慧說，不動產稅基過低及稅制不合理，是助長炒房的元兇之一，居住是人權，政府應多聽消費者的聲音，而非建商的聲音                                                                                                 |
| | 房地合一實價課稅 分段上路 -2015-01-29/經濟日報/A1版/要聞 財政部與巢運等公民團體就房產稅制改革達成四共識，包括實價課稅分段進行，初期僅就買賣利得實施房地合一課稅；僅有一戶自用住宅者，持有五年、售價在2,000萬元以內，將免徵售屋資本利得稅。 巢運發言人彭揚凱指出，財政部對改革房產稅制誠意十足，也相信張盛和說「改革是玩真的」的說法。彭揚凱強調，堅持改革的目的不在打趴房市，不動產所得稅只要合乎「合理」「保障自住」與「抑制投機」的原則，就會高度支持。 |
| 房地合一採輕稅 完美的版本若過不了 只是空談 財長：不會一下把大家曬死 -2015-01-31/聯合報/A2版/焦點 房地合一稅草案轉向輕稅，張盛和說，他知道最理想的方式是全部併入綜合所得、全部累進課稅；但問題是無法通過立法院，「完美的版本若過不了，只是空談」…張盛和前天向行政院長毛治國報告房地合一稅。他說，財政部內部提出從重到輕三個方案，影響最重的方案是「一步到位」，即把全國九百七十萬戶房屋全數納入房地合一稅制，併入綜合所得稅計算規範，可增加上千億稅收，但這個方案不可能過關；單一稅率百分之十七比較輕，容易被接受，訂出通過後具體實施日期的日出條款，連立委都打電話來說可接受…為何採單一稅率百分之十七？張盛和解釋，如果採累進稅率，投資客將成立「一人公司」、適用百分之十七的營所稅，「到時什麼都課不到」，不如法人和自然人都課同樣的稅率。 | 房地合一變〝輕稅〞 業者：大颶風轉輕颱 巢運：比奢侈稅還糟 有助房市交易？ 又向財團傾斜？ -2015-01-30/聯合晚報/A4版/話題 房地合一實價課稅預定明年實施，財政部提出的最新課稅版本，轉向輕稅，改採單一稅率，大幅下降至17%，巢運發言人彭揚凱表示反對，這是非常糟糕的版本，稅負比現在開徵的奢侈稅還輕，跟之前的證所稅版本一樣，都是向財團建商傾斜。 彭揚凱說，此版本退翻累進稅率精神，增訂日出條款以縮小實價課稅打擊面，無法抑制不動產短期投機客，比現行開徵奢侈稅還糟糕，完全是建商版本，和先前證所稅版本沒兩樣，全向財團建商傾斜，財政部只有形式改革的美名。 |
| | 巢運 痛批新版房地合一 -2015-02-01/經濟日報/A4版/焦點 新版房地合一實價課稅「輕稅」版本引起房改、稅改及學術團體一片躂伐，民間團體巢運昨（31）日召開記者會痛批該版本是「最爛版本」，也批評馬政府是假改革，近日希望拜訪行政院長毛治國及朝野兩黨主席，若對民間聲音不理不睬，等正式法案出來，今年將發動第二次巢運。前台北市副市長、政治大學地政系教授張金鶚表示，一般受薪者工作所得適用5%至45%累進稅率，但富人、投資客炒房賺得暴利往往上千萬或億元，卻只課17%，一般自住者本可依累進稅制適用較低稅率，但在單一稅率下得繳17%，輕稅版本讓買賣房子者只要繳交低稅，台灣將成為房產炒作天堂。對於財政部長張盛和表示財政部房地合一稅涵蓋輕、中、重三種影響程度，若採5%到45%累進稅率，將有970萬家戶數遭魚池之殃。              |
| 政院拍板 擴大房地合一免稅 -2015-02-11/經濟日報/A2版/話題 政院拍板，房地合一實價課稅自用住宅免稅條款確定排富。自用住宅不限一屋，但售價4,000萬元以內的房產，交易利得可享免稅；為抑制短期炒房，持有未及二年的房產將採差別稅率，初步訂為20%以上。 | 稅改聯盟：太寬 改革蕩然 -2015-02-13/聯合報/A17版/財經 巢運、公平稅改聯盟等昨天批評，毛內閣的房地合一稅不但再次放寬炒房免稅門檻，日出條款更讓實價課稅的改革精神蕩然無存。…巢運批評，免稅門檻放寬到四千萬元，且不限一戶，是打著保障自住者的名號大開漏洞，把不該保障的囤屋族、投機客全部納入優惠範圍。而且「日出條款」不會讓一般自住家庭享受更多優惠，但會讓投資客、囤房大戶多了可規避的管道，根本是「黑心日出條款」。另外，明年後取得的不動產才適用新制，等於是昭告建商、投資客，只要在今年底前多買一點，持有二年後，未來賺再多都不會適用新制。 |
| 立院三讀 明年上路 房地合一稅 新增〝 防錯殺〞 避免非自願性、遺贈或分建合售遭重罰 -2015-06-05/聯合晚報/A4版/焦點 立法院今天三讀修正通過攸關房地合一的「所得稅法」。自明年(105)一月一日起，持有房地未滿一年及兩年出售，依交易所得分別課以45%及35%的重稅；自住者交易所得未滿四百萬元免稅，逾四百萬元部分稅率則為10%。不過同案也訂有「防錯殺條款」，避免非自願性因素、遺贈或分建合售遭到重罰。依照立院三讀修正通過的條文，凡中華民國境內居住之個人，持有房屋、土地之期間在一年以內者，稅率為45%，未逾二年者，稅率為35%，持有超過二年未逾十年者，稅率為20%，持有超過十年者，稅率為15%。…但此案訂有日出條款，奢侈稅也將同時退場，可建立制度，健全房地產市場，但對一般民眾影響的不大。                                                              | 學者：稅改除弊才開始 -2015-06-06/聯合報/A2版/焦點 房地合一稅改昨三讀通過，學者高度肯定。前賦改會主委、政大財政學系名譽教授陳聽安說，房地合一實價課稅的改革難度非常高，縱然為了通過有不少折衷與妥協，但總算是解決了房地不合一的弊病，讓不動產稅制走向實價課稅。…德明財經科大副教授花敬群表示，實價課稅正式起步，但房地產還有很多相關稅制尚未整併，如房屋稅、地價稅、交易所得稅等，期許政府能重新整併相關稅制，達到真正的稅改目的，建立更好的稅制。 巢運指出，這是改革房產稅制，杜絕投機炒作的重大改革，跨出台灣不動產稅制公平正義的第一步。遺憾的是，仍有「明年起算的日出條款」與「四百萬的免稅額度過高」兩大漏洞，將是新稅制成效的重大隱憂。                                                                    |

### 各版本比較
|              | 2014.09財政部版本                                       | 2015.02行政院版本                                              | 2015.05 行政院版本 |
| ------------ | ------------------------------------------------------- | -------------------------------------------------------------- | --- |
| 稅基         |                                                         |                                                                | 賣價 -成本(買價) -相關費用 -土增稅漲價數額 |
| 一般稅率     | 採分離分級、累進課稅，稅率比照綜合所得稅稅率，最高45%。 | 單一稅率17% 持有未及二年的房產稅率30%                          | 持有房地產一年以下出售45% 1年以上2年以下出售35% 2年以上10年以下出售20% 持有超過十年出售15% 非境內居住者(外國人) 持有期間1年以下45%；持有期間1年以上35% |
| 營利事業稅率 |                                                         |                                                                | 本國企業17%，併入營所稅結算申報 外(陸)資企業持有期間一年以內45%，持有一年以上35% |
| 免稅(自住)   | 自住持有五年以上且總價低於3000萬元以下，免稅            | 售價4,000萬元以內的房產，交易利得可享免稅。 非關自住，不限一戶 | 自住者交易所得未滿400萬元免稅 逾400萬元部分稅率則為10% |
| 自住條件     | 自住持有5年以上                                         | 無                                                             | 個人與配偶及未成年子女設有戶籍，持有並居住於該房屋連續滿六年。 且無出租、營業或執業使用。 限制：6年內僅適用一次 |
| 日出條款     | 無                                                      | 有                                                             | 有。 適用對象為民國103年元旦以後取得，持有期間在兩年以內者； 或民國105年元旦以後取得再出售的房地產 |
| 備註         |                                                         |                                                                | (防錯殺條款) - 非自願因素稅率 因調職、非自願離職或其他非自願性因素，交易持有期間在二年以下之房屋、土地者，稅率為20%。 - 建商合建稅率 合建分售，即個人以自有土地與營利事業合作興建房屋， 自土地取得之日起算二年內完成並銷售該房屋、土地者，稅率均為20%。 繼承與受遺產贈與取得房屋者，可將被繼承人或遺贈人持有期間合併計算。 - 重購退稅 小屋換大屋全額退稅，大屋換小屋比例退稅，重購後五年內不得作為其他用途 |

註1：2014.11.29 為中華民國地方公職人員選舉(俗稱九合一選舉)

註2：2015.05 行政院版本資料來源取自中央通訊社製表

註3：稅基中的「相關費用」包含：一、，出售房屋及土地支付之必要費用(原則上按實際費用認定)，如仲介費、廣告費、清潔費、搬運費等；但以下項目不得減除：使用期間繳納之房屋稅、地價稅、管理費、清潔費、金融機構借款利息等，屬使用期間之相對代價，不得列為成本或費用減除。 二、改良土地已支付之全部費用(包括已繳納之工程受益費、土地重劃費用及因土地使用變更而無償捐贈一定比率土地作為公共設施用地者，其捐贈時捐贈土地之公告現值總額)，亦可減除。 三、未能提出相關費用者，按成交價5%設算。

## 正反相關論述
- 經濟產業支柱論
- 住宅供給不足論
- 國家財富縮水論
- 市場自由決定論
- 住郊區通勤論
- 都會郊區擴張論
- 有土斯有財論[17]

## 各方評論

### 政府方
- 財政部長張盛和認為，先求有再求好，房地合一稅是改善分離課稅的缺失，並不是為了打房。若是房地合一稅採用當初規畫的累進重稅的話，政策會推不動，房價軟著陸對營建業是好的[18]。
- 行政院政務委員杜紫軍表示，此版本精神「短期從重、中期合理、長期持有優惠」，盼防止短期炒作房事歪風，讓交易回正軌。草案訂定「日出條款」，明年元旦後買屋、賣屋才適用新制，現持有房屋者不受影響[19]。
- 中國國民黨財稅立委曾巨威受訪時表示「不是很開心」，他尤其對「非自願因素」買賣房地適用普通稅率特別反感，認為違反所得稅精神，「賺錢還分自願非自願？」，但他也感嘆協商前已經有「會前會」做好決定，自己人微言輕，最後只能退席抗議。他也批評，財政部讓這條款通過「有失專業判斷」。現在房地合一是所得稅，是確定有賺到錢才課稅，「天底下哪個國家，課所得稅時，還有分自願或非自願賺的錢？」那大家都會用非自願當理由，因為同樣是賺錢，卻能被課比較少稅[20]。

### 民間企業方
- 信義房屋企研室專案經理曾敬德表示，政院版房地合一草案中，日出條款是決定目前房市走向關鍵，若確定105年1月1日後買進才適用，則對目前9成以上的屋主沒有影響，不會出現拋售潮，但若先前購買預售屋，明年1月1日後才交屋者，將是第一批適用新版房地合一稅…新制出爐後，雖可以利空出盡看待，但因目前投資客大多已退場觀望，買盤以自住為主，未來房價走勢才是影響購屋者進場意願，因此，新版房地合一稅制對目前房市量、價影響不大[21]。
- 達麗建設董事長謝志長認為，國內投資管道愈來愈封閉，加上政策干擾房市大，不僅大咖壽險業、投資客出走海外投資，建商也被逼得往海外發展。…這波景氣向下盤整，主因政府頻頻加稅，封閉市場的投資管道，不僅祭出豪宅稅、房屋稅、房地合一實價課稅，現在更有提高贈與稅的聲音，因此不只是投資客資金從三、四年前開始出走海外不動產，重量級壽險業如國泰、富邦人壽更是把手中資金移往英國，而且一次就是百億元的規模。[22]
- 房產專家田大權在臉書上評論政院最新版本是「荒謬到近乎可愛的政策」。 田大權批政院13日公布的房地合一版本荒謬到可愛 田大權認為，將自用住宅免稅門檻改設為獲利400萬元以上才課稅，所以以後「獲利的上限就是399萬囉」？他舉例說，1,000萬的房子賣1,500萬，獲利5成，扣除400萬免稅額後，100萬課徵10%；2,000萬房子賣了2,500萬，獲利兩成五；5,000萬房子賣5,500萬，獲利率1成，也課同樣的稅。不同的獲利率卻課同樣的稅，這個政策實在是「很可愛」。 田大權痛批，如果財政部真的收的到這個稅，就代表房價還會繼續漲，那年輕人永遠也等不到房價下跌的那天；反之，如果因為這樣的政策房價真的下跌，那大家賣房子賠錢，政府也收不到稅。結論是，那勞師動眾的搞這個政策，「到底是為了甚麼」？ 再說到非自用住宅，未持滿1年，獲利部分重課45%，「這就別鬧了」！田大權說，看看前車之鑑奢侈稅課到了多少稅就知道了[23]！
- 鄉林建設董事長暨全國商總理事長賴正鎰表示，推動房地合一、實價課稅是房地產的災難，如果房市變冷，一、二十年都不會恢復，希望政府冷靜思考，不應貿然實施…賴正鎰強調，房價如果重跌，88%的擁有自有住宅的民眾都將受害；他說，執政黨選在此時推出這樣的政策是不明智的，相信民眾會給訂出錯誤政策的人處罰。[24]
- 不動產開發公會全聯會秘書長于俊明表示，政府打房目的是要抑制投機炒作，這一年多以來房地產成交銳減，已經達到預期效果，政府接著應該是要維持房地產的穩定度，尤其房市若硬著陸，會影響就業機會及整體內需產業鏈。第2，房地合一技術面要挑戰的地方很多，如果冒然執行會衝擊整個房市，一定得做好配套措施。 他也提及，奢侈稅的階段性任務已經完成，僅按照成交額不論損益的課稅模式，是不合理的稅制，應該退場才對，「千萬不要讓房地合一、奢侈稅成為經濟發展的絆腳石。」[25]
- 台南縣不動產仲介經紀商業同業公會理事長黃明成批評此制「稅率過高」，並且認為只要超過一五％以上都算過高。他表示，政府施政是要創造「均富」社會，而不是「均貧」社會[26]。

### 第三部門
- 前財政部長暨前成功大學副校長何志欽認為房地合一稅改從困境中突破，建立稅改的里程碑，為整體不動產稅制重新建立雛形，有很大的象徵與實質意義，雖然要改善的問題還很多，但「一切變革都可從這裡開始」。[27]何志欽並建議，台灣雖已有實價登錄機制，為資本利得稅課徵建立基礎資料，但這仍僅限於經過市場機制交易部份，非經市場交易的房產則缺乏資料，不易納入課稅範圍，例如房產的繼承、贈與等，如何補足此部分資料值得政府思考。[28]
- 淡江大學產經系副教授莊孟翰表示，這些政策都是頭痛醫頭，要打房恐怕效果不佳。「假設要將地價與房屋價格一起課稅，的確有可能大幅提高稅收。但除了增加稽查成本，似乎也要考量不同地區應有不同的稅率，地方政府要有決心與中央配合，否則只是造成資金移轉而已。」他指出，現今房地產市場如此興盛，主要是因為大量資金湧入房市，若不限制民眾、建商向銀行貸款，恐怕難消房市熱潮。房地合一時價課稅是世界潮流，會讓炒房現象減少、海外資金減少，但只能治標不治本。莊孟翰建議，政府在打房的同時，必須要加速都市更新，鼓勵持有多戶房產者出租，抑制投機炒作[29]。
- 德明財經科技大學副教授花敬群表示，實價課稅正式起步，但房地產還有很多相關稅制尚未整併，如房屋稅、地價稅、交易所得稅等，期許政府能重新整併相關稅制，達到真正的稅改目的，建立更好的稅制。[27]
- 政治大學地政系特聘教授暨前台北市副市長張金鶚表示，「房地合一、實價課稅」立法院終三讀通過，令人欣慰。此法案通過的意義重大，且影響深遠。最後通過法案，雖然並不盡人意，其中包括未有按賺錢多寡採量能課稅的累進稅率、未能扼止既得利益者而提前實施的日出條款，以及較為寬鬆的自住免稅額度等。然而在著眼建立制度、各方妥協、先求有再求好的共識下，雖不滿意，但可接受。因為房地合一、實價課稅通過相當不容易。不論如何，房地合一稅的通過實施，勢必增加投資交易成本，如此除將減少房地產投資誘因外，也同時因為買賣雙方受實價課稅勾稽影響，讓實價登錄資訊更為確實，這對健全房市，避免房價哄抬，有相當正面效果。[30]
- 台北大學財政系教授蘇建榮認為，建商、財團是政客們背後政治獻金最大貢獻來源，在立法院裡，財團、建商私下都有代言人在護航圍事，在各方勢力以及利益團體相互傾軋下，送到立院的「房地合一稅案」會不會就像當年「證所稅復徵條例」送到立院一樣「羊入虎口」，最後被撕裂成什麼樣子，法條改成什麼樣子，根本無法想像。
2014-08-04/商業周刊/1394期
- 巢運聲明稿：

1. 財政部一度未能守住理念與立場，更罔顧民間團體的聲音，差點讓不公不義打敗「房地合一稅」。儘管最後在行政院的主導下有所矯正，卻嚴重延宕時程，以致必須用逕付二讀的方式強渡關山。有識者不能不抨擊與防杜類似情事在未來一再重演。
2. 我們必須再次指出「日出條款」與「400萬的免稅額」將是「房地合一稅」成效的重大隱憂！木已成舟，行政與立法部門仍需持續檢討、反省，特別是巢運以後會持續緊盯行政部門的執法，防止行政部門擅自透過施行細則或行政解釋為不當利益偷開後門！
3. 房地合一稅」是台灣房地稅制公平化的第一步，「房地持有稅改」與「實價登錄修法」將是下一波的改革重點。「房地持有稅改」、「實價登錄修法」是真正影響房地掠奪者根本利益的稅制改革，因此接下來稅改面對的挑戰將更為艱鉅！需要全體台灣民眾的共識與支持，巢運等民間團體會繼續倡議、行動與監督。
4. 台灣當前深陷全面性的居住困境，除了稅制不公，尚有居住人權受到侵害、公地賤賣與任意開發、農地農用炒作、社會住宅嚴重不足、惡質租屋市場等居住亂象，巢運未來仍會持續多管齊下、同時並進的呼籲改革，厲行監督政商的惡行惡狀[31]。